# Hrabstwo Dunn (Wisconsin)
Hrabstwo Dunn (ang. Dunn County) – hrabstwo w stanie Wisconsin w Stanach Zjednoczonych.
Obszar całkowity hrabstwa obejmuje powierzchnię 863,91 mil² (2237,52 km²). Według szacunków United States Census Bureau w roku 2009 miało 42 968 mieszkańców. Jego siedzibą administracyjną jest Menomonie.
Hrabstwo zostało utworzone z Chippewa w 1854. Nazwa pochodzi od nazwiska Charlesa Dunna, sędziego i polityka.
Na obszarze hrabstwa znajdują się rzeki Chippewa, Eau Galle, Hay, Red Cedar oraz 21 jezior.

## Miasta
- Colfax
- Dunn
- Eau Galle
- Elk Mound
- Grant
- Hay River
- Lucas
- Menomonie - city
- Menomonie - town
- New Haven
- Otter Creek
- Peru
- Red Cedar
- Rock Creek
- Sand Creek
- Sheridan
- Sherman
- Spring Brook
- Stanton
- Tainter
- Tiffany
- Weston
- Wilson

## CDP
- Downsville
- Tainter Lake

## Wioski
- Boyceville
- Colfax
- Downing
- Elk Mound
- Knapp
- Ridgeland
- Wheeler